# Глазчатый астронотус
Глазчатый астронотус (Astronotus ocellatus) — широко распространённая аквариумная рыбка семейства цихловых, известная, главным образом, под родовым названием астронотус. Глазчатый астронотус обитает на востоке Венесуэлы, Гвианы, бассейн Амазонки, реки: Рио-Негро, Парана, Парагвай.

## Внешний вид

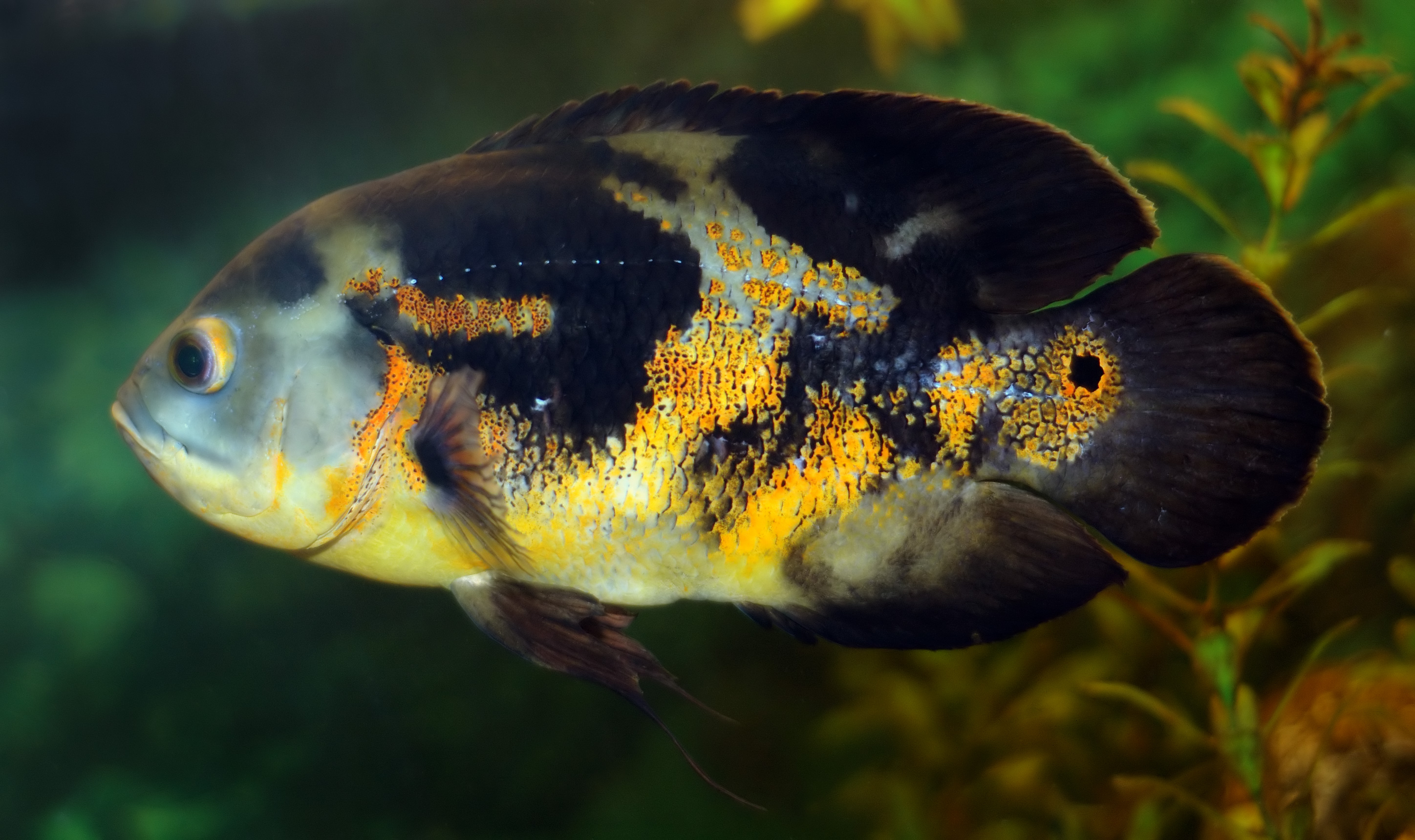
Глазчатый астронотус (Astronotus ocellatus)

Размер в природных условиях до 35 см, а в аквариумных условиях до 20—25 см. Форма тела рыб овальная, сжатая с боков, плавники крупные, несколько вытянутые. Голова и глаза большие, рыбы имеют большой выпуклый лоб. Окраска неравномерная — общий фон бывает от серовато-коричневого до чёрного, по которому разбросаны пятна и разводы жёлтого цвета, часто с чёрной окантовкой каждого пятна. В основании хвостового плавника расположено большое, окаймленное оранжевой полосой чёрное пятно, напоминающее большой глаз. Возможно, именно за это пятно астронотусы и получили своё видовое название ocellatus, что можно перевести с латыни как «глазчатый». Самец окрашен интенсивнее.
Также имеются искусственно выведенная альбиносная форма и наиболее популярная у аквариумистов красная с белыми плавниками, которую обычно называют «красный оскар». Молодь астронотусов мало похожа на родителей, однако очень красива — чёрная с белыми разводами и звездочками по всему телу. Половые различия у рыб практически отсутствуют, самца можно отличить по более широкому телу и более яркой окраске, но вероятность ошибки очень велика, надежно отличить самца от самки возможно только в нерестовый период по появляющемуся у самки яйцекладу.

## Размножение
Плодовитость 300—600 икринок, до 1800 — у крупных рыб. За потомством ухаживают оба родителя. Личинки выклёвываются через 3-8 дней, мальки начинают свободно плавать на 6—11 сутки.

### Условия содержания
Данный вид подлежит совместному содержанию с рыбами, близкими по размеру, но только в большом аквариуме (не менее 80 см длиной). Грунт должен быть из крупного песка или гравия, с большими камнями. Корм — живой (черви, кузнечики, головастики), мясо, сухой корм. Растения — жёстколистные и плавающие. Температура воды 22—26 °C, dH до 25°, pH 6,5—7,5. Необходимы хорошая аэрация, фильтрация, регулярная подмена воды. Продолжительность жизни рыб более 10 лет.
Astronotus ocellatus, также называемый «Оскар», «павлиний глаз» или «водный буйвол», в аквариуме ведет себя совсем как домашнее животное. Он кроток, не боится, когда его гладят, но может и укусить, оставив острыми мелкими зубами кровавые царапины. Это очень популярная рыба в Таиланде, где её разводят дома, на работе и даже в храмах. Почти каждое крупное рыбоводческое хозяйство в мире занимается разведением астронотусов. Такой популярности рыба обязана, по всей вероятности, выведенной красной разновидности, известной под названием «красный Оскар».